# Боме (Эна)
Боме́ (фр. Beaumé) — коммуна во Франции, находится в регионе Пикардия. Департамент коммуны — Эна. Входит в состав кантона Ирсон. Округ коммуны — Вервен.
Код INSEE коммуны — 02055.

## Население
Население коммуны на 2010 год составляло 97 человек.
| 1962 | 1968 | 1975 | 1982 | 1990 | 1999 | 2010 |
| ---- | ---- | ---- | ---- | ---- | ---- | ---- |
| 161  | 145  | 112  | 123  | 113  | 118  | 97   |

## Экономика
В 2010 году среди 61 человека трудоспособного возраста (15—64 лет) 36 были экономически активными, 25 — неактивными (показатель активности — 59,0 %, в 1999 году было 60,3 %). Из 36 активных жителей работали 34 человека (19 мужчин и 15 женщин), безработных было 2 (2 мужчины и 0 женщин). Среди 25 неактивных 8 человек были учениками или студентами, 11 — пенсионерами, 6 были неактивными по другим причинам.